# Världsmiljödagen
Världsmiljödagen (World Environment Day) är en temadag som firas årligen över hela världen den 5 juni sedan den instiftades efter FN:s miljövårdskonferens i Stockholm 1972. Världsmiljödagen är en av FN:s temadagar. UNEP, akronym av United Nations Environment Programme, är ett organ som samordnar Förenta Nationernas miljöarbete och därför organiserar också de Världsmiljödagen.
Syftet med Världsmiljödagen är att öka kunskapen om och mobilisera handlingskraft kring aktuella miljöfrågor.

## Tema och värdstäder
Varje år har dagen ett tema och från och med 1987 agerar varje år en eller två städer som värd för firandet:
- 1974 – Only one Earth
- 1975 – Human Settlements
- 1976 – Water: Vital Resource for Life
- 1977 – Ozone Layer Environmental Concern; Lands Loss and Soil Degradation
- 1978 – Development Without Destruction
- 1979 – Only One Future for Our Children - Development Without Destruction
- 1980 – A New Challenge for the New Decade: Development Without Destruction
- 1981 – Ground Water; Toxic Chemicals in Human Food Chains
- 1982 – Ten Years After Stockholm (Renewal of Environmental Concerns)
- 1983 – Managing and Disposing Hazardous Waste: Acid Rain and Energy
- 1984 – Desertification
- 1985 – Youth: Population and the Environment
- 1986 – A Tree for Peace
- 1987 – Environment and Shelter: More Than A Roof - Nairobi, Kenya
- 1988 – When People Put the Environment First, Development Will Last - Bangkok, Thailand
- 1989 – Global Warming; Global Warning - Bryssel, Belgien
- 1990 – Children and the Environment - Mexico City, Mexiko
- 1991 – Climate Change. Need for Global Partnership - Stockholm, Sverige
- 1992 – Only One Earth, Care and Share - Rio de Janeiro, Brasilien
- 1993 – Poverty and the Environment - Breaking the Vicious Circle - Beijing, Kina
- 1994 – One Earth One Family - London, Storbritannien
- 1995 – We the Peoples: United for the Global Environment - Pretoria, Sydafrika
- 1996 – Our Earth, Our Habitat, Our Home - Istanbul, Turkiet
- 1997 – For Life on Earth - Seoul, Sydkorea
- 1998 – For Life on Earth - Save Our Seas - Moskva, Ryssland
- 1999 – Our Earth - Our Future - Just Save It! - Tokyo, Japan
- 2000 – The Environment Millennium - Time to Act - Adelaide, Australien
- 2001 – Connect with the World Wide Web of Life - Torino, Italien och Havanna, Kuba
- 2002 – Give Earth a Chance - Shenzhen, Kina
- 2003 – Water – Two Billion People are Dying for It! - Beirut, Libanon
- 2004 – Wanted! Seas and Oceans – Dead or Alive? - Barcelona, Spanien
- 2005 – Green Cities – Plan for the Planet! - San Francisco, USA
- 2006 – Deserts and Desertification - Don't Desert Drylands! - Alger, Algeriet
- 2007 – Melting Ice – a Hot Topic? - Tromsø, Norge
- 2008 – Kick The Habit - Towards A Low Carbon Economy - Wellington, Nya Zeeland
- 2009 – Your Planet Needs You - UNite to Combat Climate Change - Mexico City, Mexiko
- 2010 – Many Species. One Planet. One Future. - Kigali, Rwanda
- 2011 – Forests: Nature at Your Service - New Delhi, Indien
- 2012 – Green Economy: Does it include you? - Brasilien
- 2013 – Think.Eat.Save. Reduce Your Foodprint - Mongoliet[3]
- 2014 - International Year of Small Islands Developing States - Barbados[4] [5]
- 2015 - Seven Billion Dreams. One Planet. Consume with Care - Italien[6]
- 2016 - Go Wild for Life - Angola[7]
- 2017 - Connecting People to Nature - Kanada [8]
- 2018 - Beat plastic pollution - Indien[9]
- 2019 - Air pollution - Kina[10]
- 2020 - Biodiversity - Colombia[11]
- 2021 - Ecosystem restoration - Pakistan
- 2022 - Only One Earth (En enda jord)[12] - Sverige
- 2023 - Solutions to plastic pollution - Elfenbenskusten
- 2024 - Land restraution, deserfitication and drought resilience - Saudiarabien